# برينت بورنس
برينت بورنس هو لاعب هوكي الجليد كندي، ولد في 9 مارس 1985 في باري في كندا.

## وصلات خارجية
- برينت بورنس على موقع دوري الهوكي الوطني (الإنجليزية)
- برينت بورنس على موقع قاعة مشاهير الهوكي (لاعب أن.إتش.أل) (الإنجليزية)
- برينت بورنس على موقع EliteProspects.com (الإنجليزية)
- برينت بورنس على موقع Eurohockey.com (الإنجليزية)
- برينت بورنس على موقع HockeyDB.com (الإنجليزية)
- برينت بورنس على موقع Hockey-Reference.com (الإنجليزية)